# 六巻抄
六巻抄（もしくは六巻鈔、ろっかんじょう・ろっかんしょう）とは、享保10年(1725年)、日蓮正宗第26世日寛による著述で、
- 三重秘伝抄（もしくは三重秘伝鈔[1]）
- 文底秘沈抄（もしくは文底秘沈鈔[1]）
- 依義判文抄（もしくは依義判文鈔[1]）
- 末法相応抄（もしくは依義判文鈔[3]）
- 当流行事抄（もしくは当流行事鈔[3]）
- 当家三衣抄（もしくは当家三衣鈔[3]）

により構成される。原漢文。本著について著者日寛は、学頭日詳（当時。後の第28世。）へ「この書、六巻の獅子王あるときは、国中の諸宗諸門の狐兎一党して当山に集来すといへども、あえて驚怖するに足らず、もっとも秘蔵すべし」 と言った。

## 内容

### 三重秘伝抄
さんじゅうひでんしょう。享保10年（1725年）3月上旬再治。三重とは権実相対・本迹相対・種脱相対のことで、この三重が秘伝である故に三重秘伝と称した、と堀日亨は註解している。日蓮が残した文書「一念三千の法門は但法華経の本門寿量品の文の底にしづめたり。龍樹天親知て、しかもいまだひろいいださず。但我が天台智者のみこれをいだけり。」（『開目抄』）を「一念三千法門但法華経本門寿量品文底秘沈給。龍樹天親知未弘、但我天台智者懐之」と引用し、これを標（一念三千法門）・釈（但法華経……秘沈給）・結（龍樹……懐之）と3分割し、自説を10に分けて述べる。これによって、寿量品の文字面には現れない（文字の底に秘して沈められている）「事の一念三千」が末法に弘められる教えであることをこの文書が示している、としている。

### 文底秘沈抄
もんていひちんしょう。享保10年（1725年）3月下旬再治。本門本尊篇・本門戒壇篇・本門題目篇の3篇に分けて、上述の「事の一念三千」が三大秘法の南無妙法蓮華経であると述べている。

#### 本尊篇
本門の本尊には法の本尊と人の本尊があるも、これらは一体（人法体一）であるとする。法の本尊とは事の一念三千・無作本有・南無妙法蓮華経の本尊であり、人の本尊とは久遠元初の自受用報身の再誕・末法下種の主師親・本因妙の教主・大慈大悲の日蓮であると位置付けている。

#### 戒壇篇
本門の戒壇には、事と義があり、義の戒壇は本門の本尊を安置するところ、事の戒壇は一閻浮提の人の懺悔減罪のところと示している。

#### 題目篇
本門の題目は妙法五字の修行であり、そこには信（信心）と行（修行）の両方が不可欠であると指摘している。

### 依義判文抄
えぎはんもんしょう。享保10年（1725年）4月中旬再治。文字の底に秘して沈められている義に依って法華経の文を判ずれば法華経の文にも三大秘法が説かれていることが明らかである、としている。

### 末法相応抄
まっぽうそうおうしょう。享保10年（1725年）5月上旬再治。本抄のみ上下に分かれている。末法における「正しい修行」・「正しい本尊」について述べたもので、京都要法寺の日辰が立論した造仏論議と読誦論議に反駁を加えている。

#### 上巻
読誦論議に反駁を加えている（読誦謗法）。末法に相応しい修行を信心を持った上での唱題と位置付け、一部読誦を許さない理由として、
- 正業〔ママ〕の題目を妨げる
- 末法は折伏の時で一部読誦をもっぱらにする時ではない
- 法華経に三大秘法を含んでいるいわれを知らずに読めば爾前の経を読むに等しい

の3点をあげている。

#### 下巻
造仏論議に反駁を加えている（造像謗法）。本尊は、事の一念三千の大曼荼羅であり、それ即ち日蓮であるとし、造仏を許さない理由として、
- 末法は下種の時代なので、下種の仏を本尊とすべき
- 三徳有縁を本尊とすべき
- 人法勝劣[注釈 7]

の3点をあげている。

### 当流行事抄
とうりゅうぎょうじしょう。享保10年（1725年）5月下旬再治。方便品篇・寿量品篇・唱題篇の3篇に分かれている。正行を唱題、助行を法華経方便品・寿量品の読誦としている。

#### 方便品篇
方便品の読誦は、所破・借文のためとする。

#### 寿量品篇
寿量品の読誦は、所破・所用のためとする。

#### 唱題篇
末法における三宝すなわち、仏宝は日蓮・法宝は本門の本尊・僧宝は日興であるとする。また、題目を正行とする理由を示し、それを唱える功徳を述べている。

### 当家三衣抄
とうけさんねしょう。享保10年（1725年）6月中旬再治。三衣（法衣・袈裟・数珠）について述べている。

#### 法衣・袈裟
素絹五条を用いる理由として、
- 末法の下位を表す（ひいては教えが実であることを表す）
- 末法折伏の修行に便利

の2点をあげている。
衣色に薄墨を用いる理由として、
- 名字即の位を表す
- 金襴豪華な他宗僧侶と、見た目で容易に区別できる
- 標幟（はたのぼり）を明示し、順縁あるいは逆縁を結ぶ
- 見た目で容易に自宗僧侶とわかることによって、非行を自制できる（見た目で何宗か区別のつかない僧侶がやりたい放題し、しかも似たような格好をする他の宗派にその罪を着せている。しかし、薄墨だと違いがはっきりしていて紛らわしくなく、名乗らなくても見た目で誰でも区別がつく。）

の4点をあげている。
白袈裟を用いる理由として
- 理即の位を表す
- 日蓮が着用していた時期がある
- 白蓮華を表す
  - 薄墨衣の上に白袈裟を架けた状態を、泥水の白蓮華に擬し、当体の蓮華を表す
  - 薄墨衣の上に白袈裟を架けた状態を、泥濁りの中にいても泥濁りに染まらない様子と擬し、世法に染まらないことを表す

や、
- 日本の俗人は喪服を除いて白色の服を着ないため、俗人と区別できる
- 白色は清浄・無染であり、白法流布の様相を表す

ほかをあげている。

#### 数珠
数珠とは下根を引接し修業〔ママ〕を継続できるようにする法具である、とする。また、三宝（【仏宝】日蓮・【法宝】本門の本尊・【僧宝】日興以来歴代法主）を一心に念じて、南無妙法蓮華経と称（とな）えるときに身に随（したが）える法具である、とも述べている。
※【僧宝】に関しては、総じては第二祖日興及び歴代の法主であり、別しては日興である。今日の創価学会では【僧宝】を日興のみとし、「現代」では「日蓮大聖人の御心と御振る舞いを継承し、世界広宣流布を推進している創価学会」自体を【僧宝】とみなす解釈を取っているが、唯授一人の血脈相承の観点から考えれば、日興単体も歴代の法主も、同義といえる。

## 評価

### 日蓮宗
(日蓮宗事典刊行委員会 1981, p. 642)には、「『六巻抄』によって、大石寺系教学は組織大成されたと見ることができる。その特色は日有の日蓮本仏論を更に推し進め、本果妙の釈尊は脱益の教主で本地自受用報身如来の垂迹にすぎず、日蓮聖人は本地自受用報身如来の再誕で、本仏そのものであると解釈したのである。」とある。

### 日蓮正宗
(宗旨建立750年慶祝記念出版委員会 2002, p. 253)には、「当時の日蓮宗各派の邪義をことごとく破折して、大石寺にのみ伝わる正法正義を宣揚し、本宗の教義や信仰の精髄を体系的にまとめたもの」とある。
(日蓮正宗宗務院 1999, pp. 287–288)には、「六巻抄は〔略〕本宗の大綱を括って、他門不共独歩の正義を組成されたのである。〔略〕日寛上人の教学論中のどの部分をとって見ても、富士門家の伝統を脱し、先師・先哲に反する発明教学はありえない。表現上の相違や、先師がいい残された部分を時に従って開陳されたのみである。」とある。